# Mercedes-Benz Citaro BZ
Der Mercedes-Benz Citaro BZ (BZ für Brennstoffzelle) mit der offiziellen Bezeichnung O 530 BZ wurde bei der Präsentation als Fuel Cell Bus bezeichnet und ist der Nachfolger des Nebus. Die bisher 37 gebauten Fahrzeuge (ein Prototyp und 12 × 3 Fahrzeuge) demonstrierten die Alltagstauglichkeit in neun europäischen Städten (Amsterdam, Barcelona, Hamburg, London, Luxemburg, Madrid, Porto, Stockholm, Stuttgart) im Projekt CUTE und in Reykjavík im ECTOS-Projekt, sowie in Perth (Australien) Projekt STEP und unter UNEP in Peking (China). Das Nachfolgemodell ist der Mercedes-Benz Citaro FuelCELL-Hybrid.

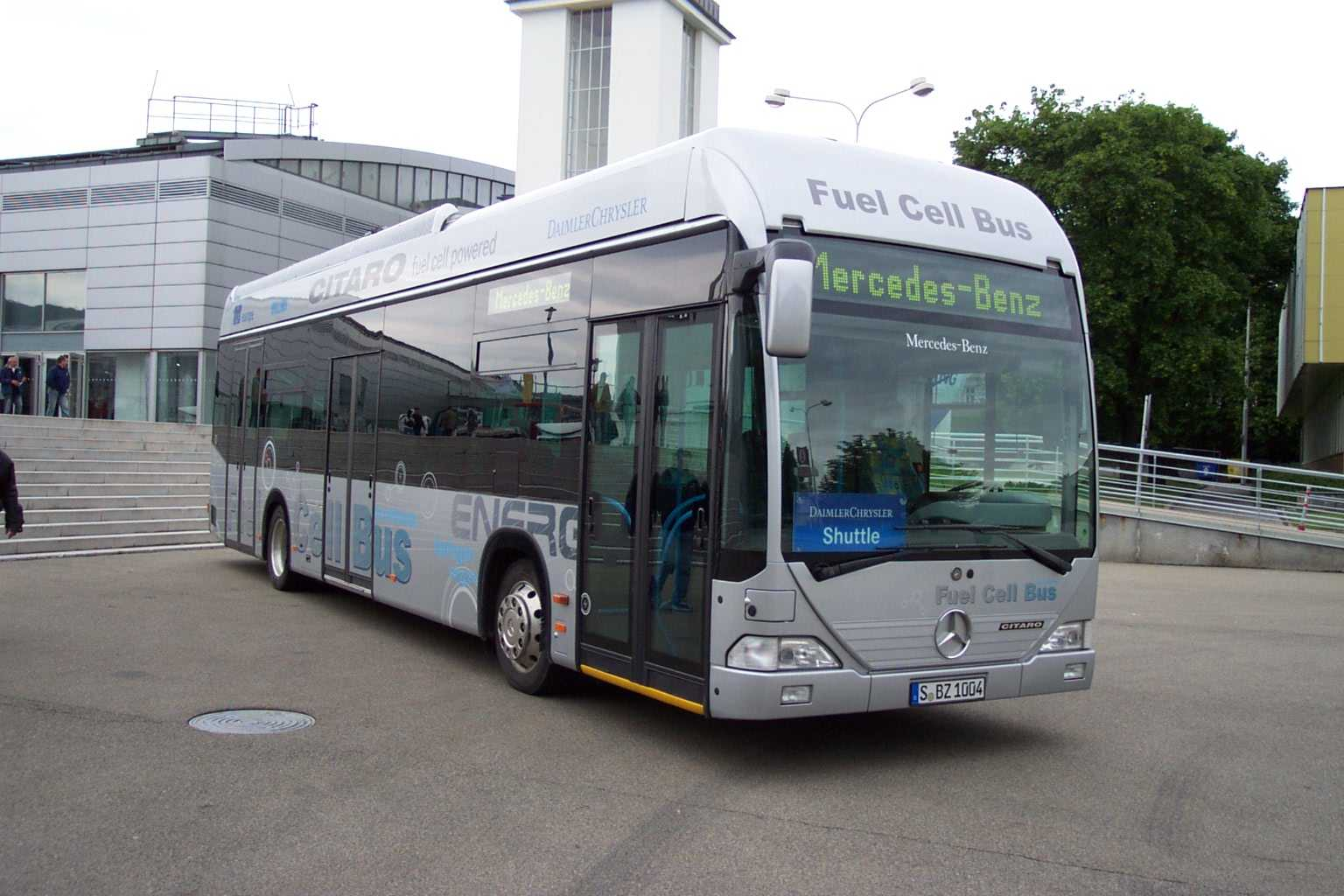
Citaro Fuel-Cell-Bus-Prototyp

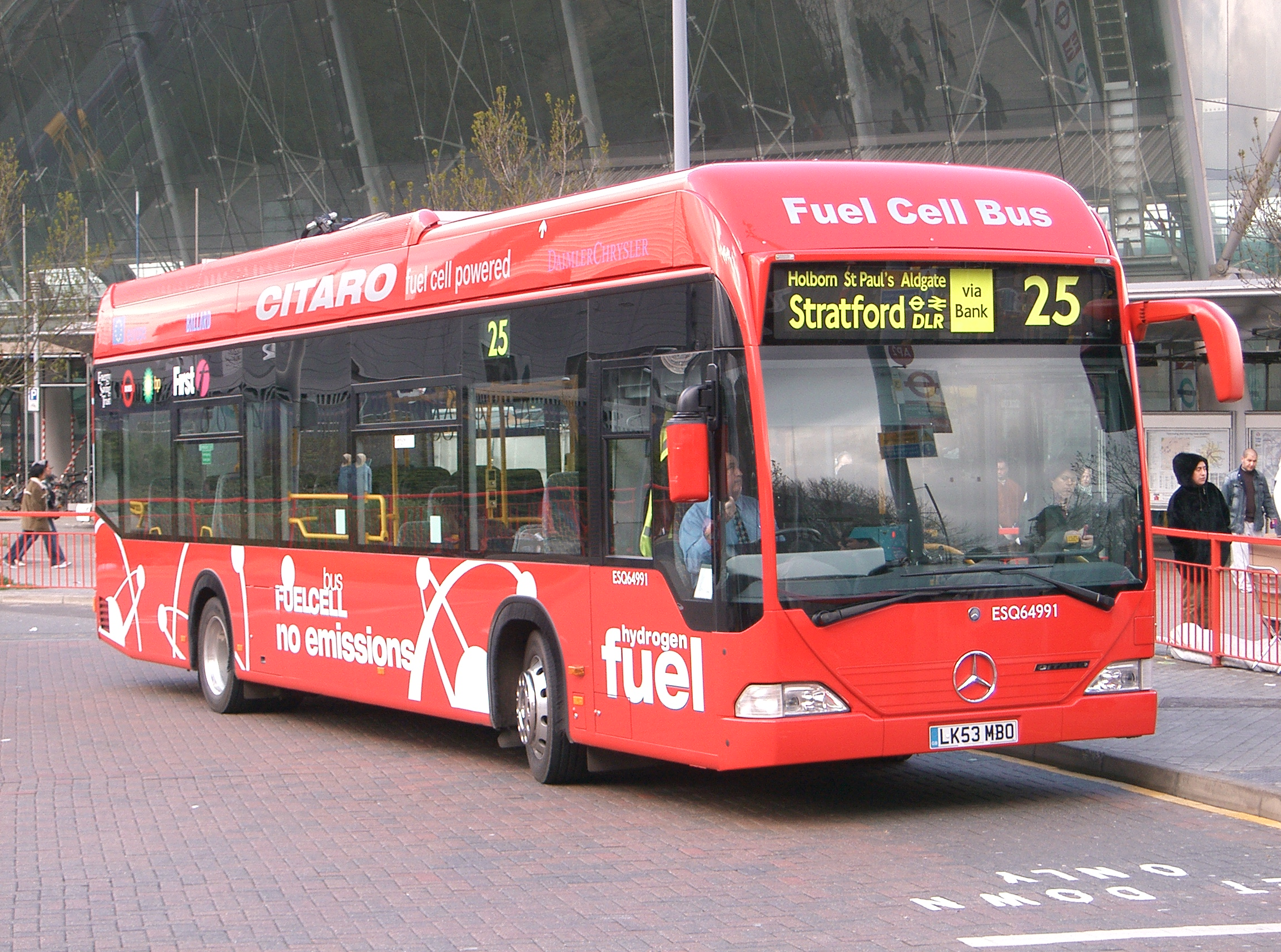
Citaro „Fuel Cell Bus“ in London

Der Prototyp auf Basis des Mercedes-Benz Citaro wurde 2002 vorgestellt. Das Fahrzeug basiert auf dem Citaro mit stehendem Motor und drei Türen. Der Verbrennungsmotor wurde durch einen Asynchronmotor ersetzt. Die neun Wasserstofftanks (1845 Liter bei 350 bar), die beiden Brennstoffzellen-Stacks von Ballard Power Systems sowie Elektronik und Lüfter befinden sich in einem Dachaufbau. Der Bus hat mit einer Tankfüllung eine Reichweite von 250 Kilometern, was in etwa einer Tagestour entspricht. Auf dem UITP-Kongress 2003 in Madrid wurde der erste Bus aus der Serie den Verkehrsbetrieben Madrid übergeben. Die anderen europäischen Busse folgten im selben Jahr. 2004 bekam Perth die drei Busse und Peking 2005.
Die Busse in London und Perth sind Rechtslenker und haben auf der linken Seite zwei Türen, da der Motor links im Heck geblieben ist.

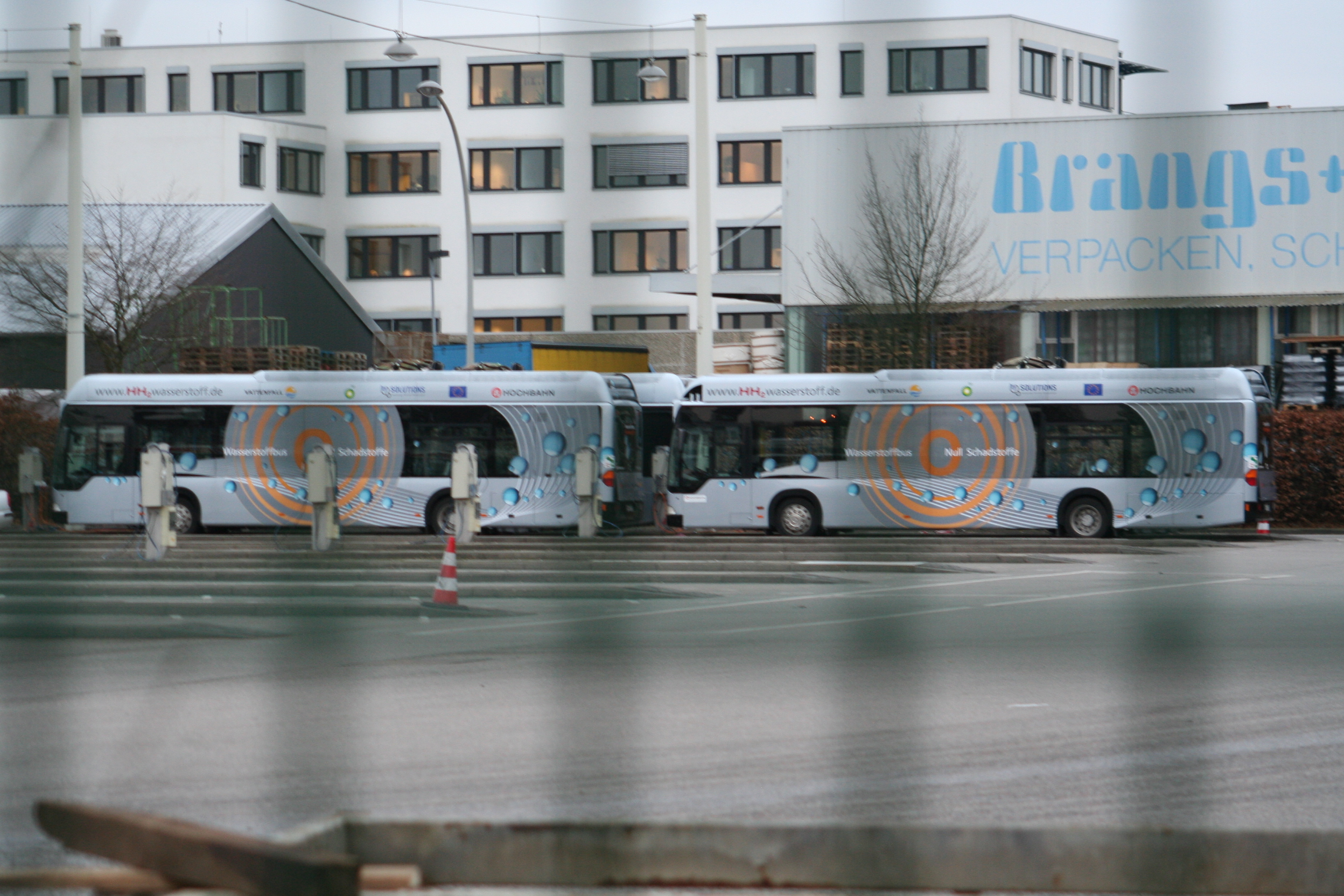
Fuel CellBusse der Hamburger Hochbahn in HyFLEET:CUTE-Lackierung

Nachdem das Projekt CUTE 2006 endete stiegen Porto, Stockholm und Stuttgart aus. Die anderen Städte führten die Versuche unter dem neuen Projekt HyFLEET:CUTE bis 2007 fort.
Im Rahmen dieses Projektes übernahm die Hamburger Hochbahn auch die Busse aus Stockholm und Stuttgart, so dass dort von 2006 bis 2010 mit neun Fahrzeugen die größte Flotte an Brennstoffzellenbussen unterwegs gewesen ist.
Die Hamburger Hochbahn hatte ab 2010 eine weitere Variante der Brennstoffzellenbusse getestet. Hierzu wurde diese Technik mit der Hybridantriebstechnologie verbunden. Zehn 12-m-Citaro FuelCELL-Hybrid waren ab 2011 in Hamburg im Linieneinsatz der Hamburger Hochbahn im Einsatz. Die Fahrzeuge kommen durch einen 10–25 % reduzierten Verbrauch mit einem Tankvolumen von lediglich 35 Kilogramm gegenüber 45 Kilogramm eines Citaro FuelCell aus. Die Batterien haben eine Kapazität von 27 kWh. Der elektrische Antrieb wird über Radnabenmotoren mit einer Gesamtleistung von 120 kW realisiert. Seit 2019 verkehren 4 Fahrzeuge auf dem Werksgelände des Industrieparks Frankfurt-Höchst.
Je nach Land und Zulassung verfügt das Fahrzeug über 60 bis 70 Plätze.